# Бабенко, Надежда Несторовна
Надежда Несторовна Бабе́нко (1926—2009) — советская и украинская художница декоративного искусства в области художественного ткачества.

## Биография
Родился 30 сентября 1926 года в селе Вересоч (ныне Куликовский район, Черниговская область, Украина). В 1948 году окончила Белоцерковский техникум художественной промышленности.
С 1951 года работала в Решетиловке (Полтавская область). В 1958—1973 годах — главная художница Решетиловской фабрики художественных изделий. Член союза мастеров народного искусства.
Умерла 26 декабря 2009 года.

## Награды и премии
- заслуженный мастер народного творчества УССР (1976)
- Государственная премия УССР имени Т. Г. Шевченко (1986) — за высокохудожественное использование народных традиций в произведениях декоративно-прикладного искусства